# 근이완제
근이완제(筋弛緩劑, muscle relaxant)는 골격근 기능에 영향을 주고 근긴장도를 낮추는 약제이다. 근육연축, 통증, 반사항진 등의 증상을 완화시키기 위해 사용할 수 있다. "근이완제"라는 용어는 2가지 주요 치료 그룹을 가리킬 수 있다: 신경근육차단제, 진경제. 신경근육 차단제는 신경근육 종판에 전달 간섭을 일으켜 동작하며 일시적인 마비를 일으키는 응급약제이다.

## 역사
최초의 알려진 근이완제는 남아메리카 아마존 분지의 원주민들이 독 묻은 화살을 사용하여 근마비에 의한 사망을 일으킨 것에 기인한다. 16세기에 유럽 탐험가들이 이를 보고 처음으로 기록했다.
미국 식품의약국(FDA)은 1959년에 카리소프로돌을, 1962년 8월에 메탁살론을, 1977년 8월에 사이클로벤자프린을 승인했다.

## 부작용
환자들은 근이완제의 주된 부작용으로 진정작용을 공통적으로 보고한다. 보통 사람들은 이 약물의 효력 하에 있을 때에는 잘 알아채지 못한다. 근이완제 효력이 있는 동안에는 차량 운전을 하지 말 것과 건설기계를 운용하지 말 것을 충고받는다.

## 같이 보기
- 마비